# Cyrtophrys albimanus
Cyrtophrys albimanus là một loài ruồi trong họ Asilidae. Cyrtophrys albimanus được Carrera miêu tả năm 1949. Loài này phân bố ở vùng Tân nhiệt đới.